# Башкирское шежере
Шежере́ (также шэжэрэ́; баш. шәжәрә от араб. شجرة‎ — дословно «древо») — башкирская родословная, генеалогическая запись племён и родов у башкир, а также у других тюркских народов.
Шежере представляет собой генеалогическое древо, куда вносились имена предводителей родов по мужской линии, помимо этого включались сведения об исторических событиях, важнейших фактах жизни родов и племен. Самые ранние шежере датируются временами булгарского периода, то есть возраст некоторых из них составляет более тысячи лет.

## Описание

### Этимология слова
В виде синонимов слова «шежере» в башкирской письменности часто выступали такие слова, как «насабнаме», «насапхат», «силсиля» и «тайра». После принятия ислама генеалогические записи у башкир стали называться арабским словом «шежере», что в дословном переводе на русский язык означает «дерево», в смысловом же переводе — «родословие». Известный этнограф Р. Г. Кузеев, ставший одним из первых исследователей башкирских шежере, перевёл это понятие как «генеалогическая летопись». Кузеев особо акцентировал внимание на том, что шежере является именно летописью, а не просто родословной, так как оно содержит не только имена представителей рода и годы их жизни, но и важные исторические сведения.

### Виды шежере
По внешним признакам башкирские шежере делятся на два основных вида: номинальные (простые) и нарративные (сложные). Первый вид представляет собой список глав рода, расположенных в хронологической последовательности и исходящих из одного общего корня. Внешне он напоминает дерево с многочисленными ветками. Второй вид также имеет разветвленную цепь имен, но в нём, в отличие от первого вида, содержатся ещё и повествовательные тексты. Следует подчеркнуть, что чаще встречаются именно номинальные.

### Важность для башкирского народа
Башкирские родословные составлялись многими поколениями на протяжении столетий, не раз переписывались, знания о них передавались детям и внукам. Наиболее точно и подробно знали родословную аксакалы рода. Знание родовых шежере считалось обязательным до 7 колена (Ете ата). Так, к примеру, башкирский просветитель-демократ 19 века М. Уметбаев в своей работе «Башкиры» отмечал, что для башкира-вотчинника было важно знать три вещи:

1. Своё собственное происхождение;
2. Поимённое знание и объяснение звёзд;
3. Знание преданий и легенд о великих ханах.

В целях сохранения в памяти родоплеменной генеалогии и важнейших исторических фактов башкиры излагали своё прошлое преимущественно в стихотворном, зарифмованном виде, ибо родословная в форме стиха легче заучивалась и с меньшими искажениями передавалась из поколения в поколение. Составление и знание шежере является особо чтимой традицией среди башкир. Потерять шежере рода считалось большим позором.

## Историческое значение
Шежере в некоторой степени носят характер исторического документа, своеобразного письменного памятника: в них наряду с историческими сведениями имеются сообщения о быте, нравах народа, юридических и морально-этических нормах, сюжеты произведений народного творчества, литературные фрагменты. Отдельные шежере охватывают довольно большой исторический период в несколько веков и более. Из исследований шежере можно почерпнуть факты об устройстве общества того времени (классовость, многоступенчатость), информацию о межплеменных отношениях, некоторых давних событиях. Однако, стоит упомянуть, что среди особенностей шежере имеется сочетание документальности с вымыслом. Эта характерная черта шежере приводит к тому, что некоторые из них отвергаются историками в качестве ценных исторических источников.
При этом необходимо учитывать, что башкирские шежере - это, в основном, устные предания записанные только в XIX–XX веках, и потому они скорее отражают историческую память людей, нежели историческую реальность XIII–XVI веков. Поэтому их данные нельзя ставить в основу исторических реконструкций, а из поздних сказаний допустимо использовать только ту информацию, которая подтверждается синхронными источниками.

## В наши дни
Как и любой другой исторический памятник, шежере испытывали на себе губительное влияние истории. До наших дней дошли около 150-и башкирских шежере. В настоящее время они хранятся в архивах и библиотечных фондах Уфы, Оренбурга, Казани, Санкт-Петербурга и Москвы, а также в частных коллекциях.
В настоящее время среди башкир наблюдается тенденция к увеличению интереса своими историческими корнями. В Башкортостане ежегодно отмечается праздник «Шежере-байрам» («байрам» в переводе с башк. означает праздник). В ходе праздника старшее поколение повествует младшему о своей родословной, упоминая об известных личностях и примечательных событиях в истории рода. Помимо вышесказанного, существуют сайты, собирающие шежере в единую базу данных. Подобная структура может служить для поиска родственников или информации о своих предках.